# Högantorps gård

Högantorps gård är en herrgård och tidigare säteri belägen vid Mälaren i Salems socken i Salems kommuns nordvästra del. Gården  omnämns redan i 1550 års jordebok som ett frälsetorp. Nuvarande huvudbyggnad fick sitt utseende troligen under 1800-talets början. Till gården hör även en vattenkvarn, som är en av Stockholmstraktens få kvarvarande i sitt slag. Enligt Stockholms läns museum speglar miljön vid Högantorp ”ett viktigt skede i Salems historia och berättar hur ett större säteri sett ut och fungerat”. 
Vid Högantorps gård finns sedan 1996 Salems golfklubb, som även disponerar en del byggnader för sin verksamhet. Fram till år 2012 ägdes marken och byggnader av Stockholms kommun som sålde egendomen till ett privat bolag. Försäljningen av Högantorp var ett led i att fullgöra kommunfullmäktiges beslut om att avyttra mark utanför kommungränsen.

## Tidig historia
Rösen från bronsåldern i närheten tyder på att människor har vistats här under förhistorisk tid. Det saknas dock förhistoriska gravfält som brukar vara vanliga i samband med permanent bosättning. Högantorp omnämns redan i 1550 års jordebok. Gården var då ett frälsetorp. År 1751 fick torpet säteriprivilegier.

## Historiska kartor
| Vänster: Högantorp ("Högetorp") Geometrisk avmätning 1706, höger: Högantorp arealavmätning 1906. |  | Vänster: Högantorp ("Högetorp") Geometrisk avmätning 1706, höger: Högantorp arealavmätning 1906. |
| Vänster: Högantorp ("Högetorp") Geometrisk avmätning 1706, höger: Högantorp arealavmätning 1906. |  |                                                                                                  |

## Gårdens byggnader

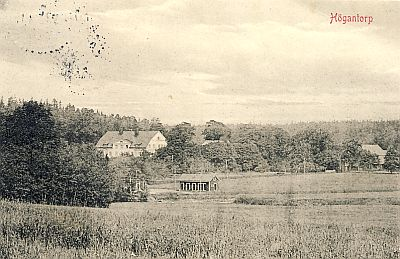
Gården och omgivningen 1906.

År 1752 uppfördes de båda flygelbyggnaderna, av vilka den östra fortfarande har kvar sin ursprungliga sexdelade plan. Själva mangårdsbyggnaden uppfördes 1769 och var då en timmerbyggnad i en våning. Dagens huvudbyggnad mäter 30 x 17 meter och är resultatet av flera om- och tillbyggnader. Den nuvarande exteriören med sina klassicistiska inslag härrör troligen från 1800-talets början. Huset har två våningar och en längd av nio fönsteraxlar. Taket är brutet mot gårdssidan och helt mot entrésidan. För att likna ett stenhus är  fasaderna rappade och pustade samt avfärgade i gul kulör med pilaster och lisener i varmgrå kulör. Entrén accentueras av en altan som bärs upp av kolonner. Arrangemanget avslutas upptill av en attika med gavelöverstycke, tandfris och rosetter. Porten är gestaltad i gustaviansk stil och tillverkad av ek som är fernissad.
Mot gårdssidan märks en tre fönsteraxlar bred fronton och två, symmetrisk anordnade burspråk. De senare tillkom vid 1900-talets början. Då hette ägaren Johan Peter Bernström som bedrev storjordbruk under 1800-talets slut och 1900-talets början. Hans initialer JPB syns i balkongens smidesräcke. De båda flygelbyggnaderna är, liksom huvudbyggnaden, rappade och putsade samt målade i samma färgskala.
Gården omges av stora ekonomibyggnader. Bland dem finns en äldre ladugård i sten. Den är grovputsad och avfärgad i röd kulör och uppfördes 1864, årtalet står på gaveln. De andra ekonomibyggnaderna härrör från 1900-talets början. Några nyttjas idag av Salems golfklubb. Till Högantorp hör också den välbevarade lantarbetarbostaden "Blåsut", som ligger strax sydväst om huvudbyggnaden samt "Roligheten", cirka 200 meter nordväst om gården. Av de torp som legat under Högantorp, återstår endast "Vitsand", som ligger vid Mälaren, cirka två kilometer nordväst om gården. På 1820-talet anlades även ett sågverk som existerade fram till 1918 samt en snusfabrik som ägdes av Johan Henrik Schöön. Han ägde även det närbelägna Bockholmssättras tegelbruk. Under 1900-talet fanns en trädgårdsodling på Högantorp, som bedrevs av olika ägare. Ett numera förfallet växthus påminner om den tiden.

## Bilder, gårdens byggnader

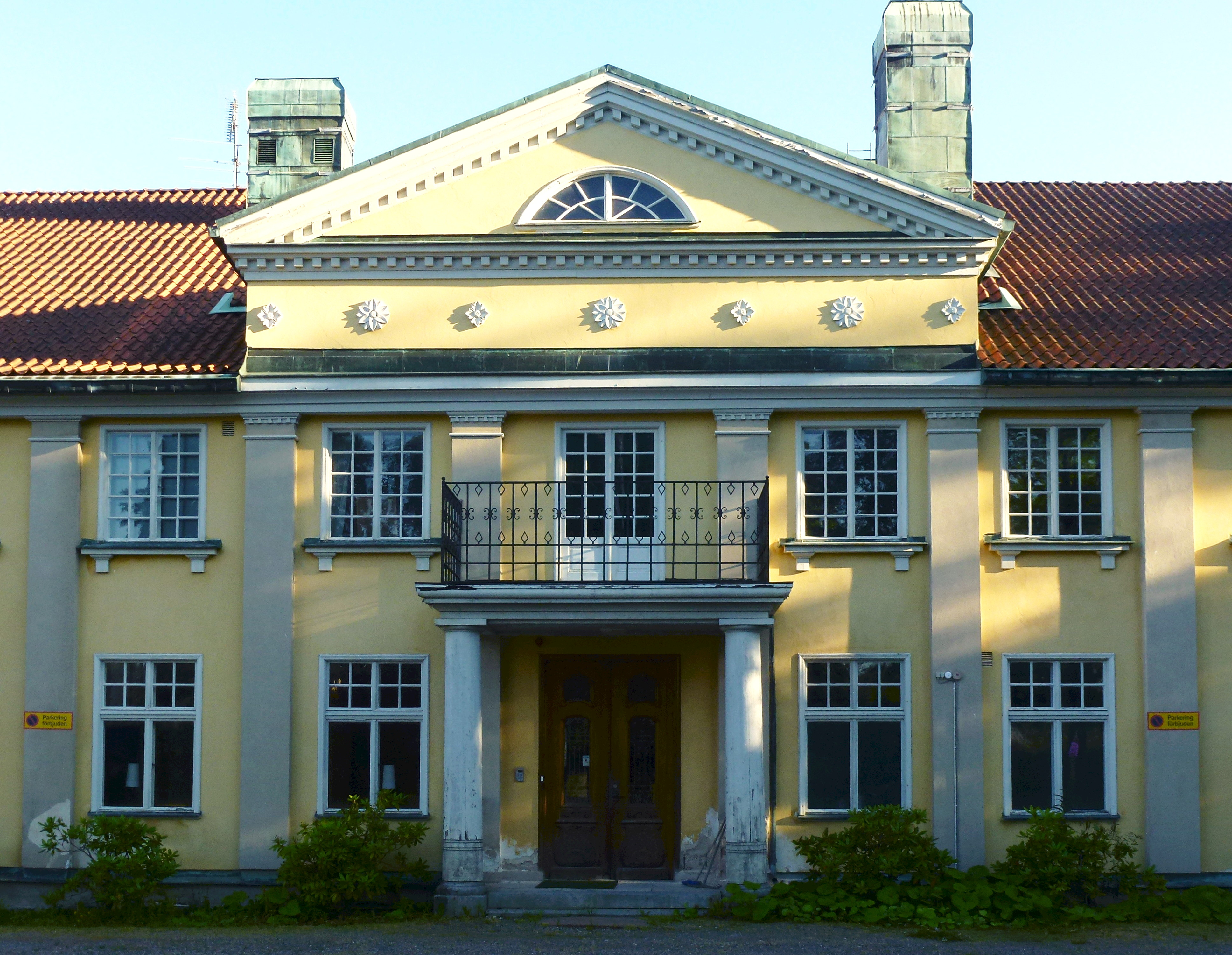
Huvudbyggnad, entré
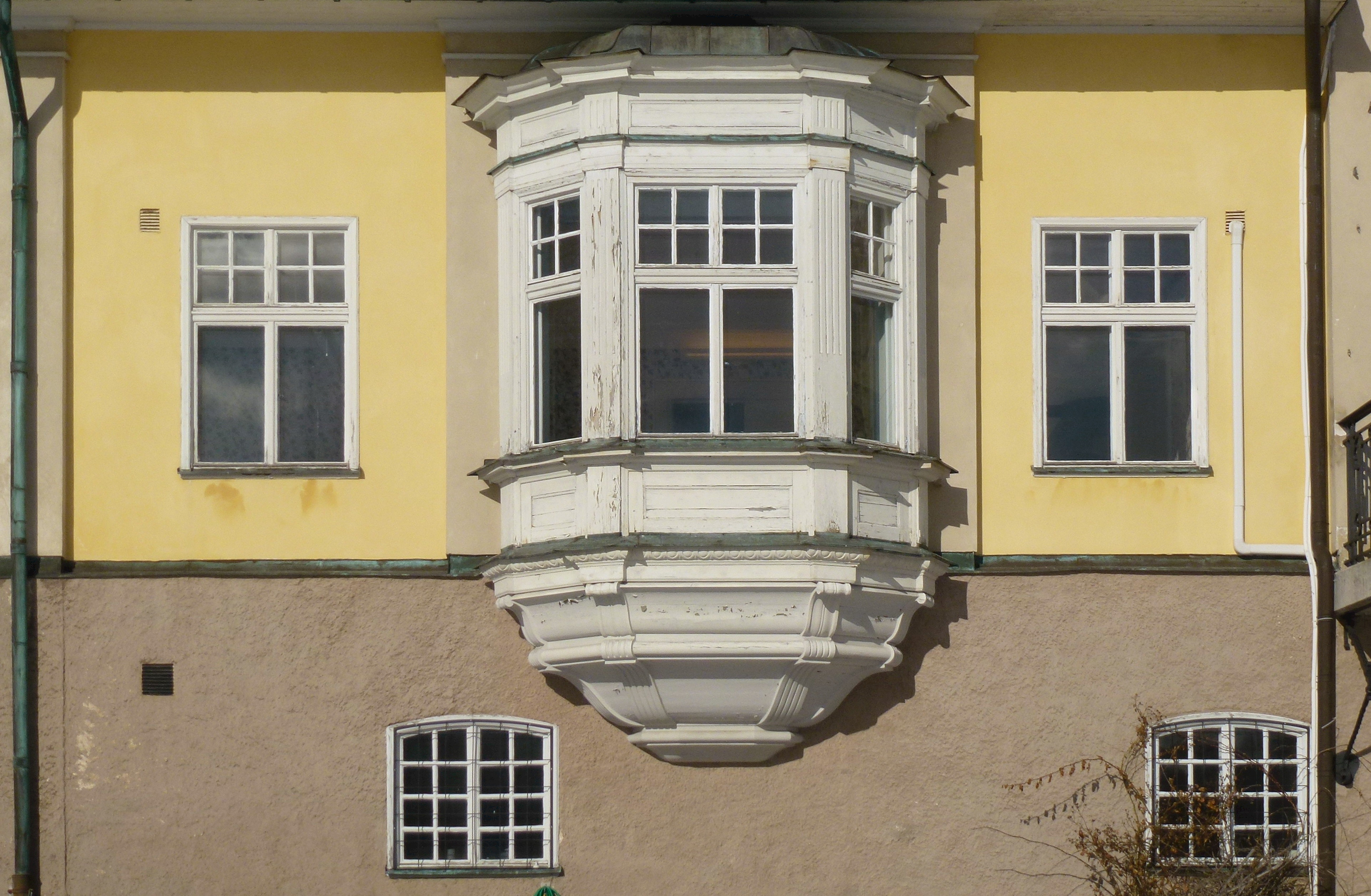
Huvudbyggnad, burspråk
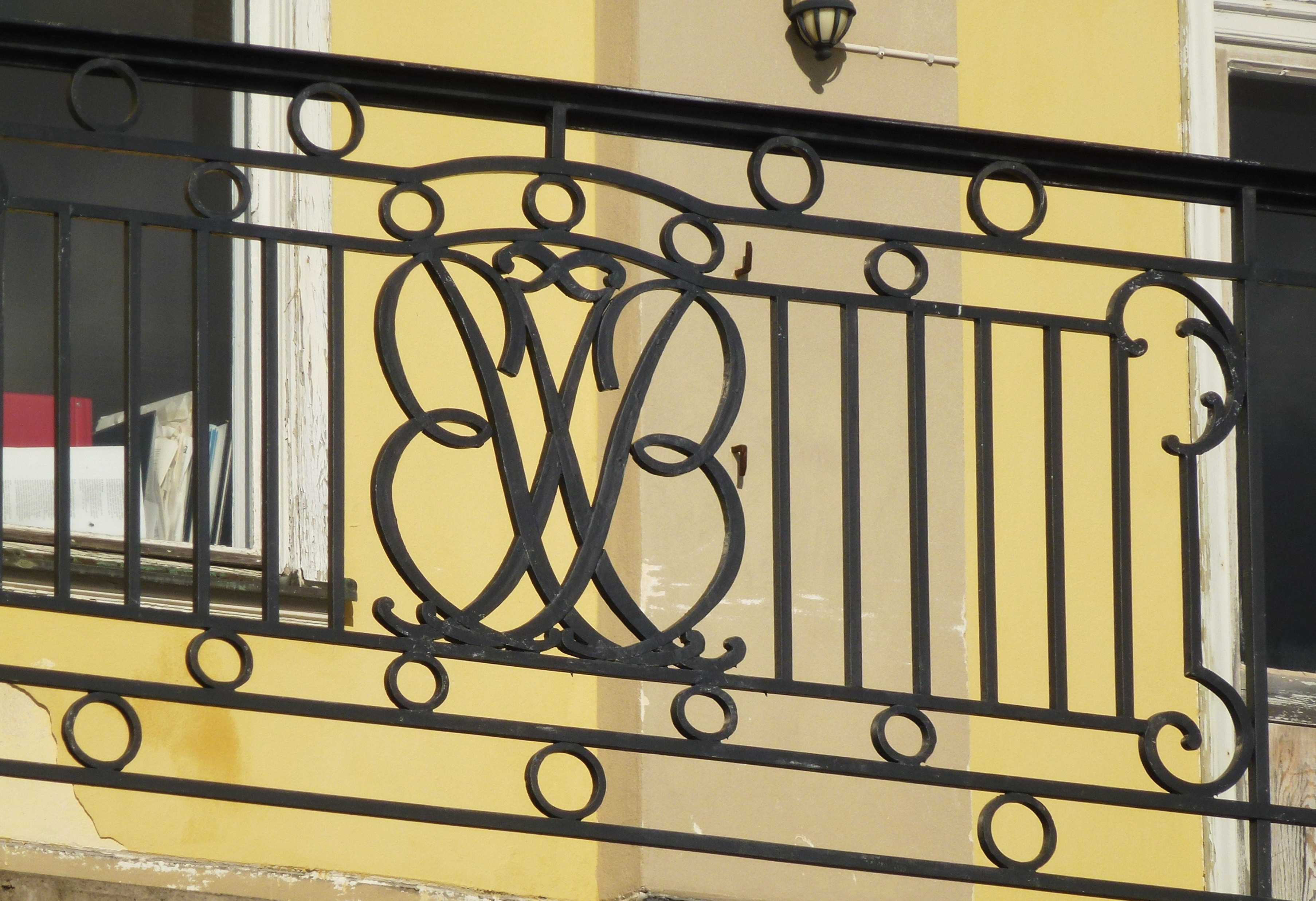
J.P. Bernströms monogram
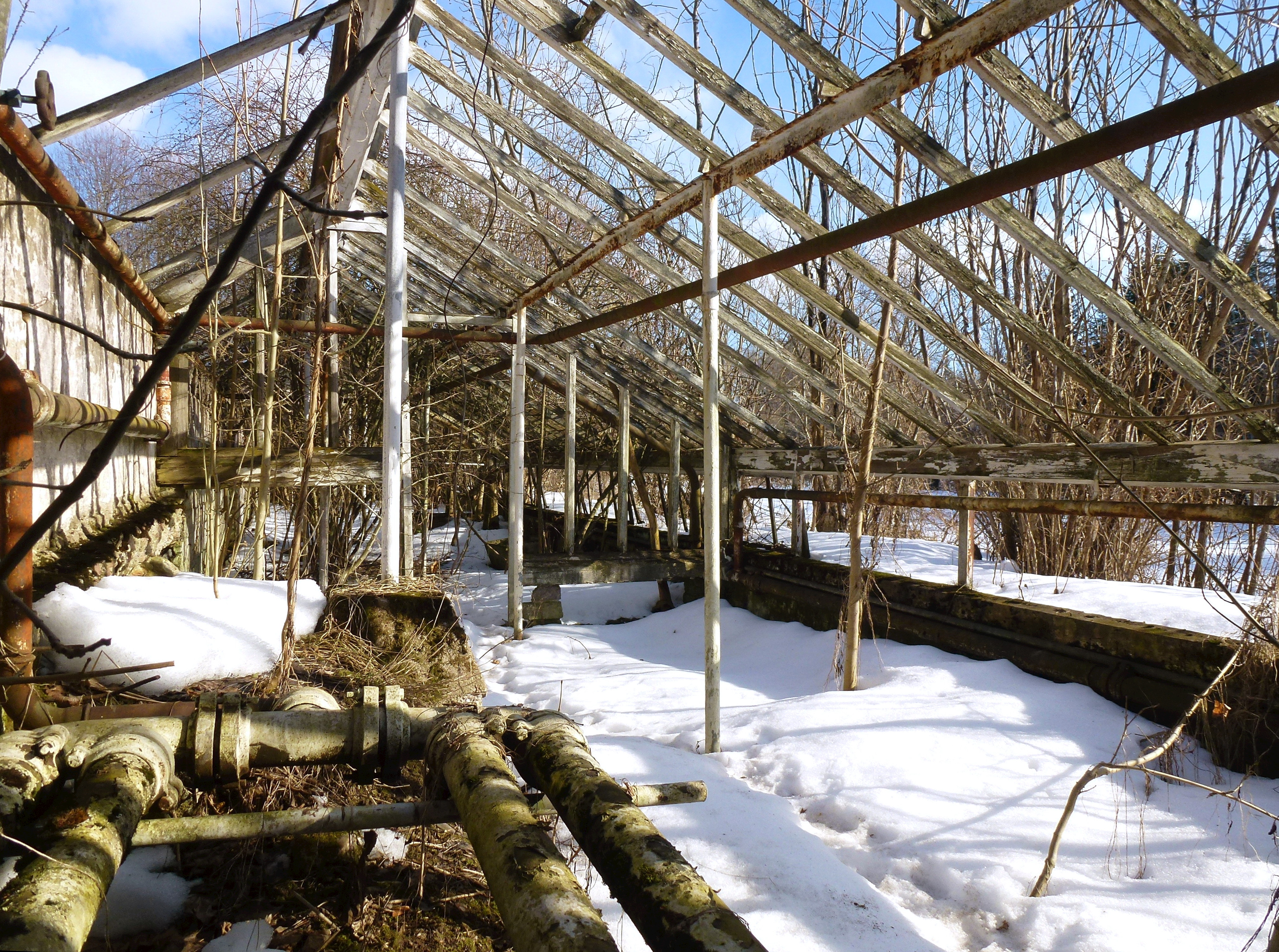
Högantorps förfallet växthus

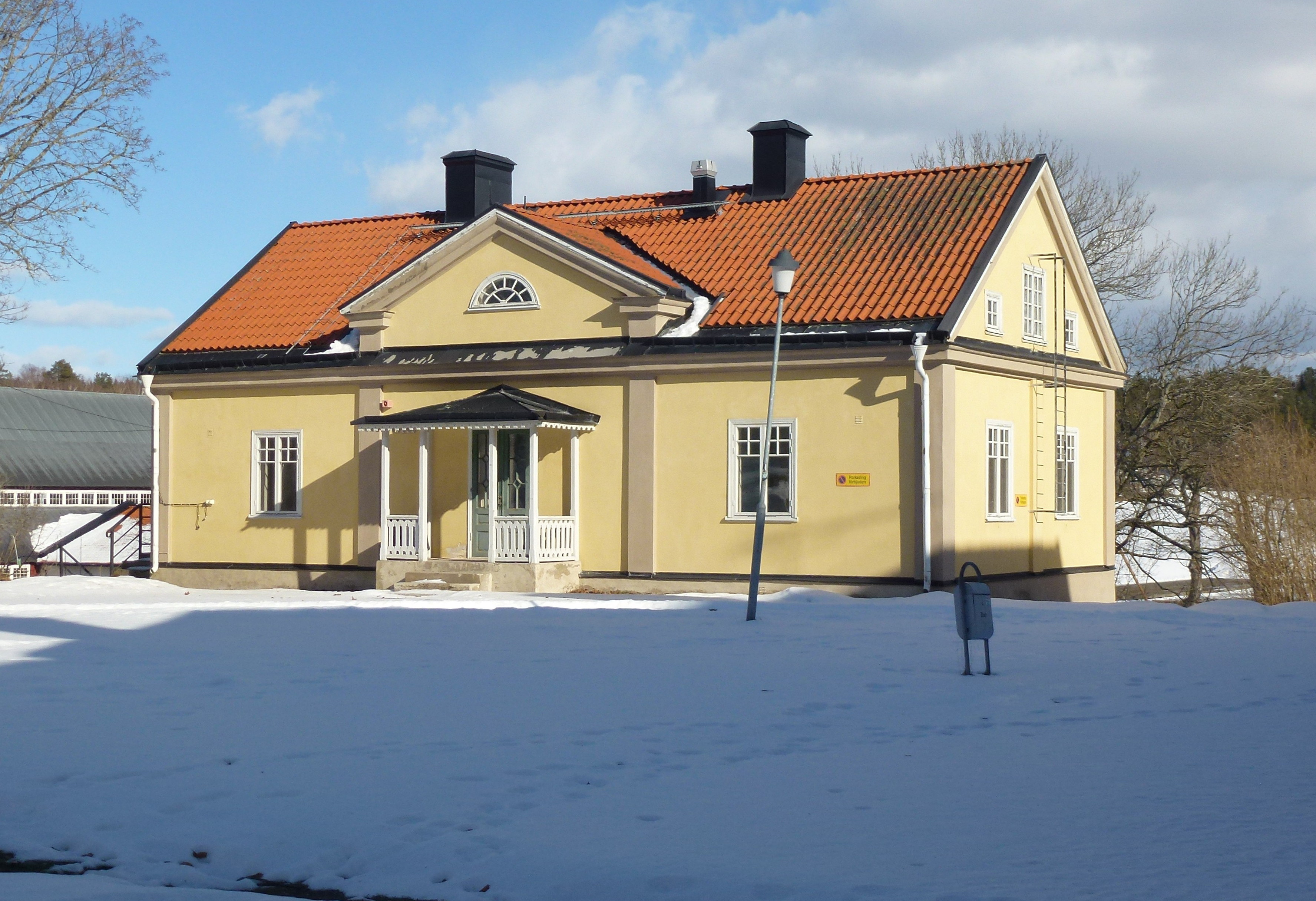
Högantorps gård, östra flygeln
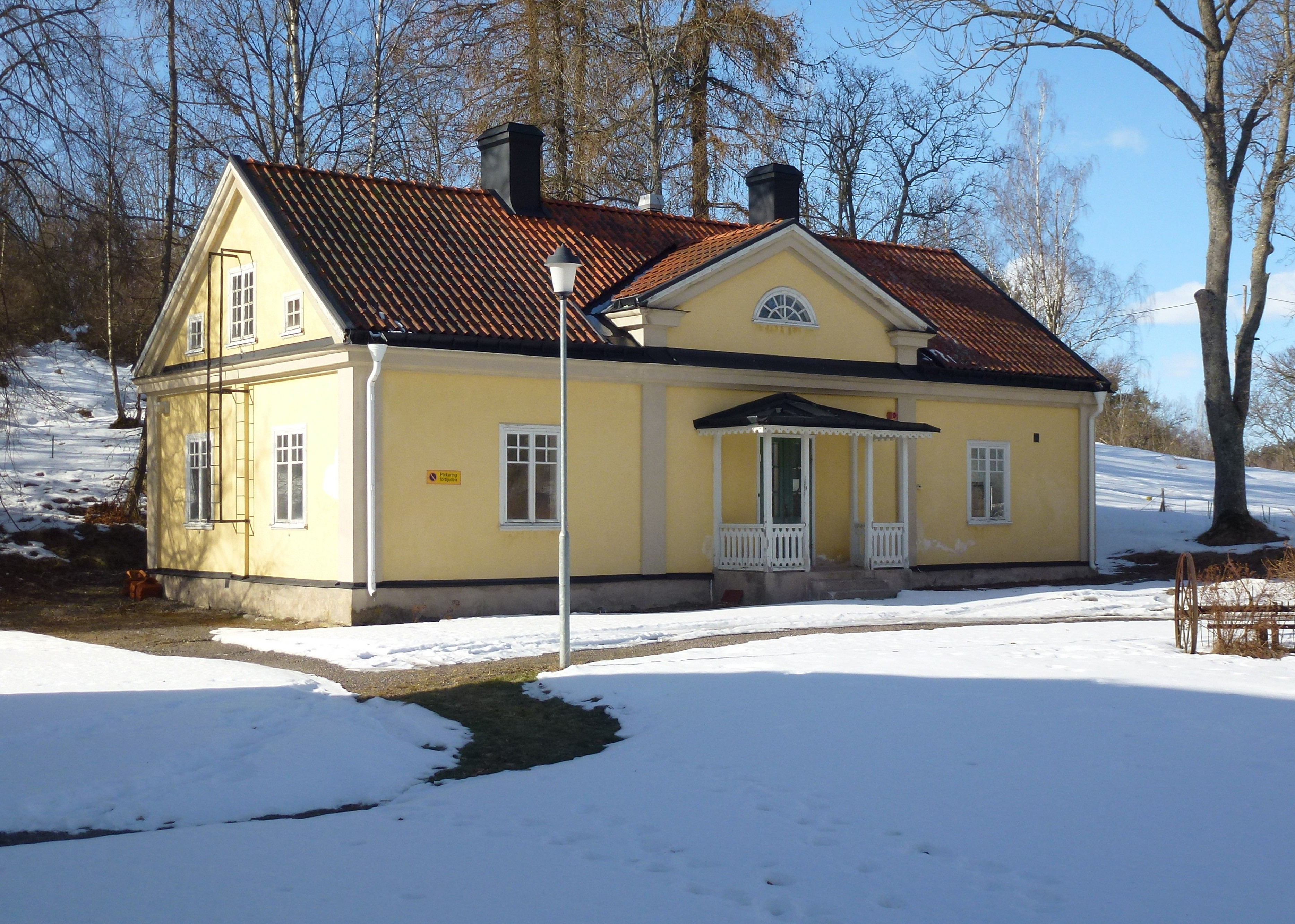
Högantorps gård, västra flygeln
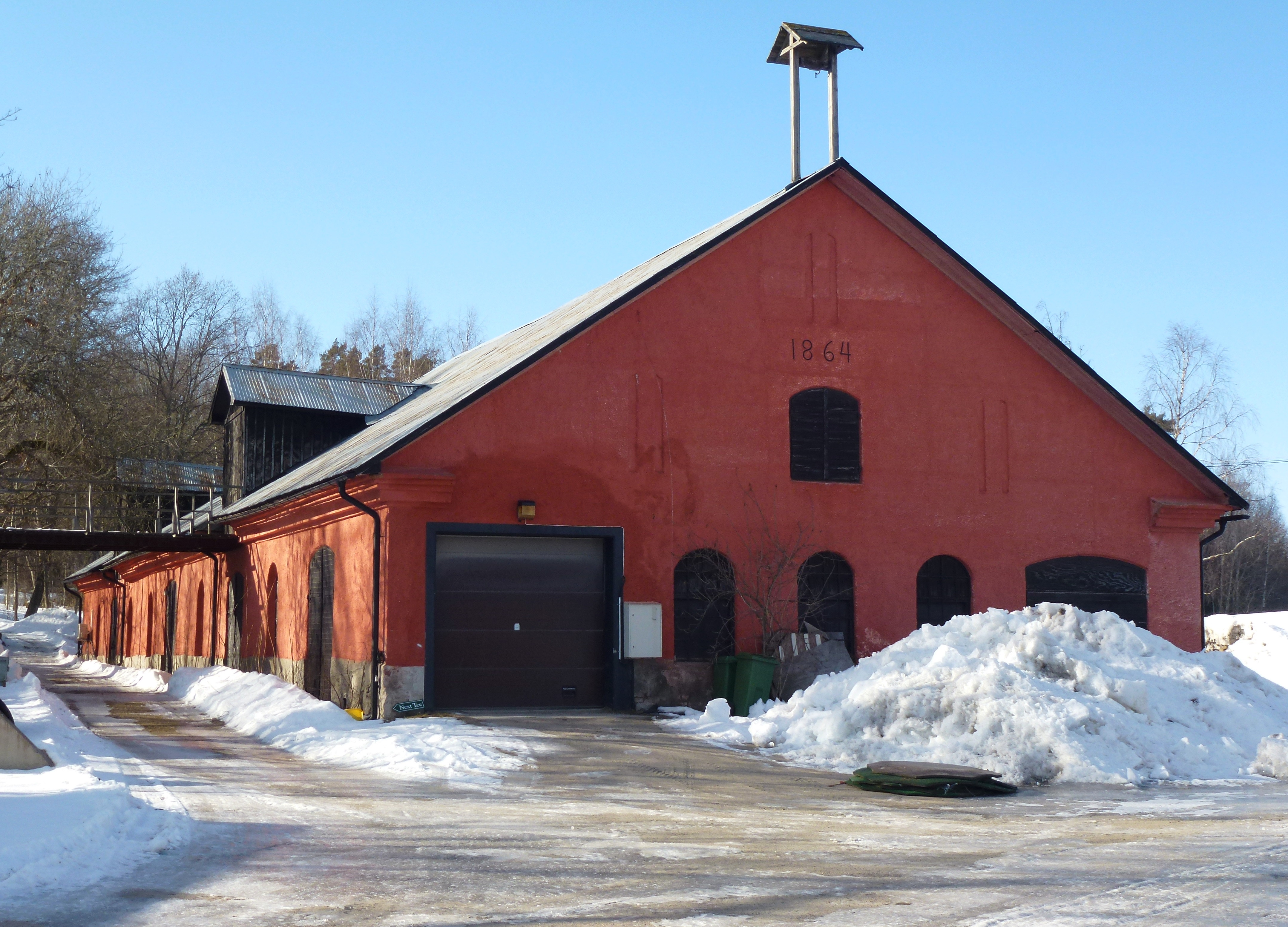
Ladugård från 1864
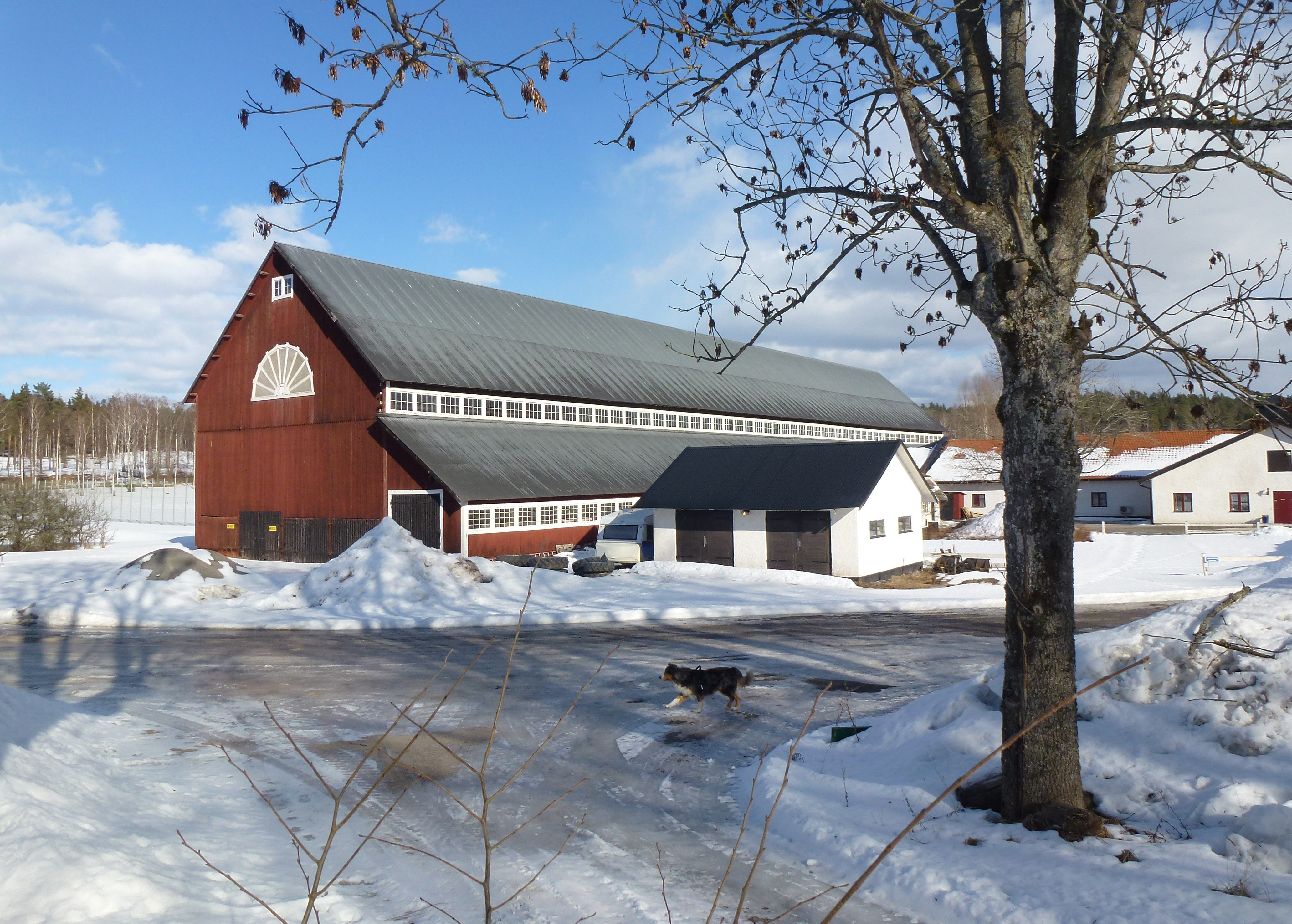
Ladugård från 1900-talet

## Allén
Av kulturhistoriskt intresse är även den 535 meter långa trädplanterade allén som leder fram till gården.  Det är en mycket gammal allé som redan syns på en karta från 1706. Allén innehåller 75 hästkastanjer och utgör ett tydligt landmärke i det öppna åkerlandskapet kring Högantorps gård. År 2009 har Högantorps allé valts ut av dåvarande Vägverket Region Stockholm, som fick uppdraget att utföra skötsel och nyplantering för att bevara allén för framtiden.

## Högantorps kvarn
Redan under 1600-talet fanns en skvaltkvarn strax söder om Högantorps gård. Den låg på samma plats som dagens vattenkvarn, som uppfördes vid 1800-talets början. Byggnaden mäter 10 x 8 meter. Kvarnen drivs av ett överfallshjul med fyra meter i diameter och 50 skovlar. Ett halvt vattenhjul återkommer som motiv och utsmyckning på gavlarna till Högantorps stora lada. Malverket består av två stenpar. En uttjänt kvarnsten ligger strax norr om byggnaden. Kvarnen restaurerades 1974 genom Stockholms stads initiativ och är idag den enda som återstår av Salems en gång så talrika kvarnar. Intill kvarnen utsträcker sig Korpbergets naturreservat.

## Bilder, omgivningen

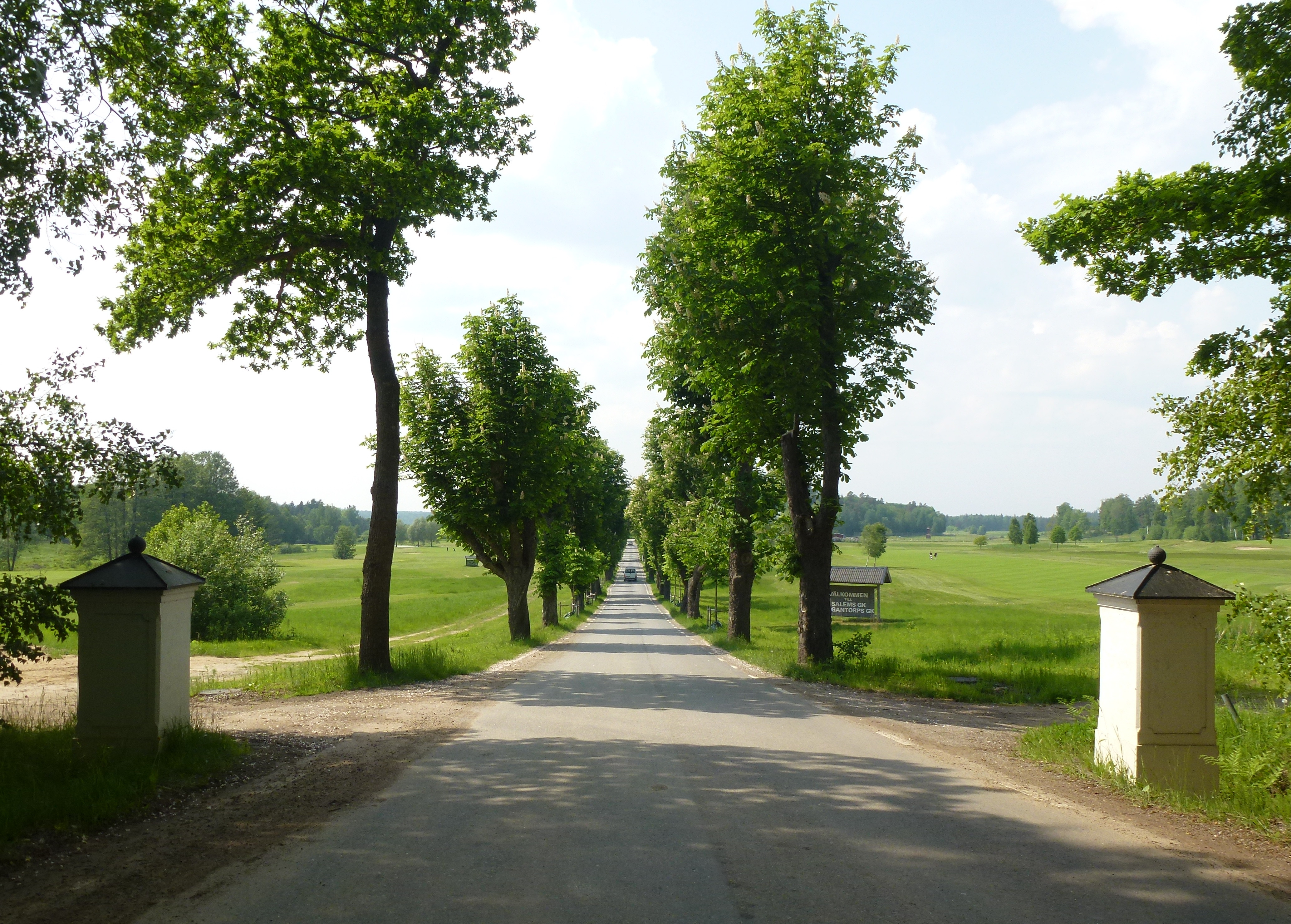
Kastanjallén, vy mot öst
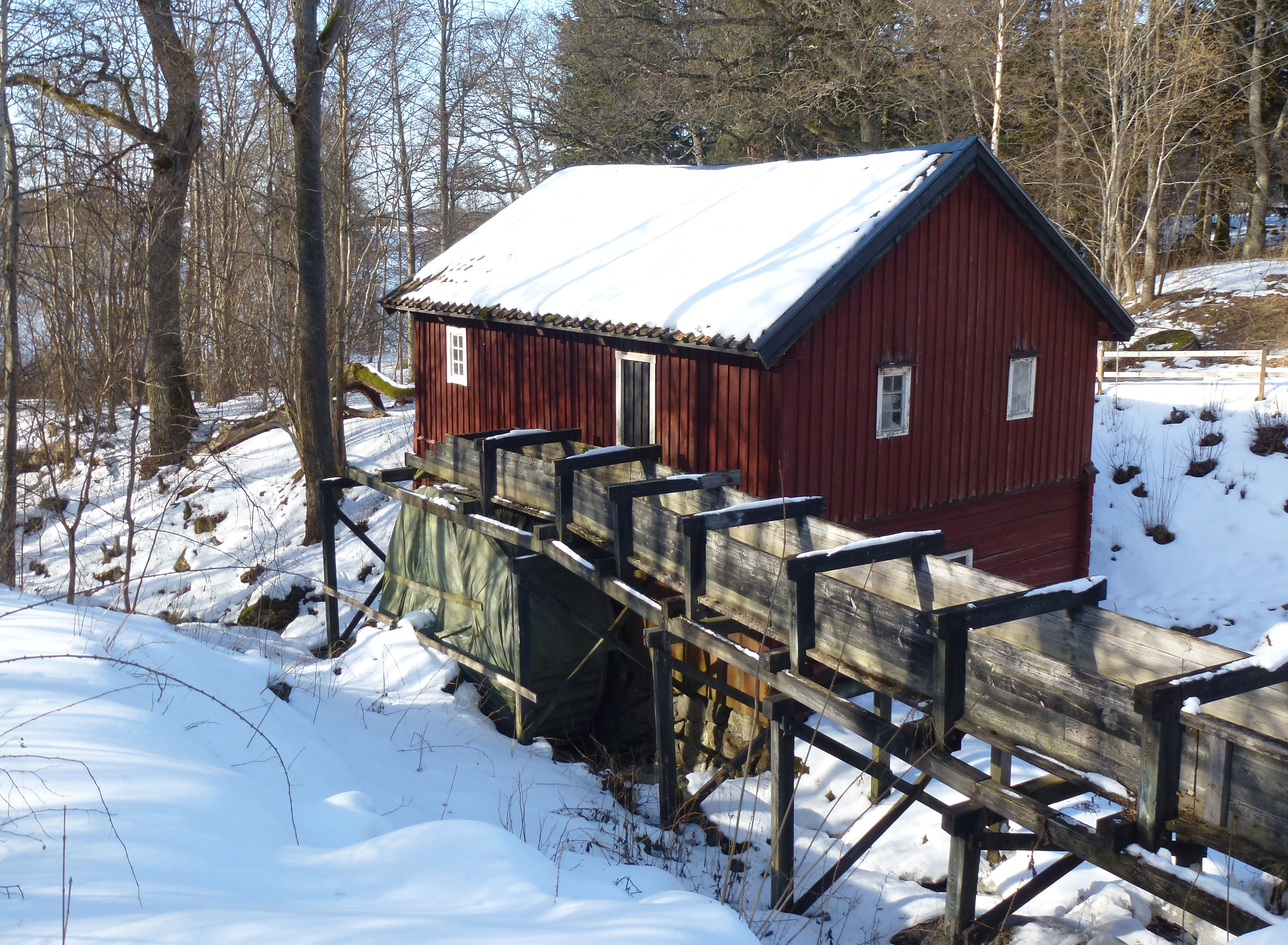
Högantorps kvarn
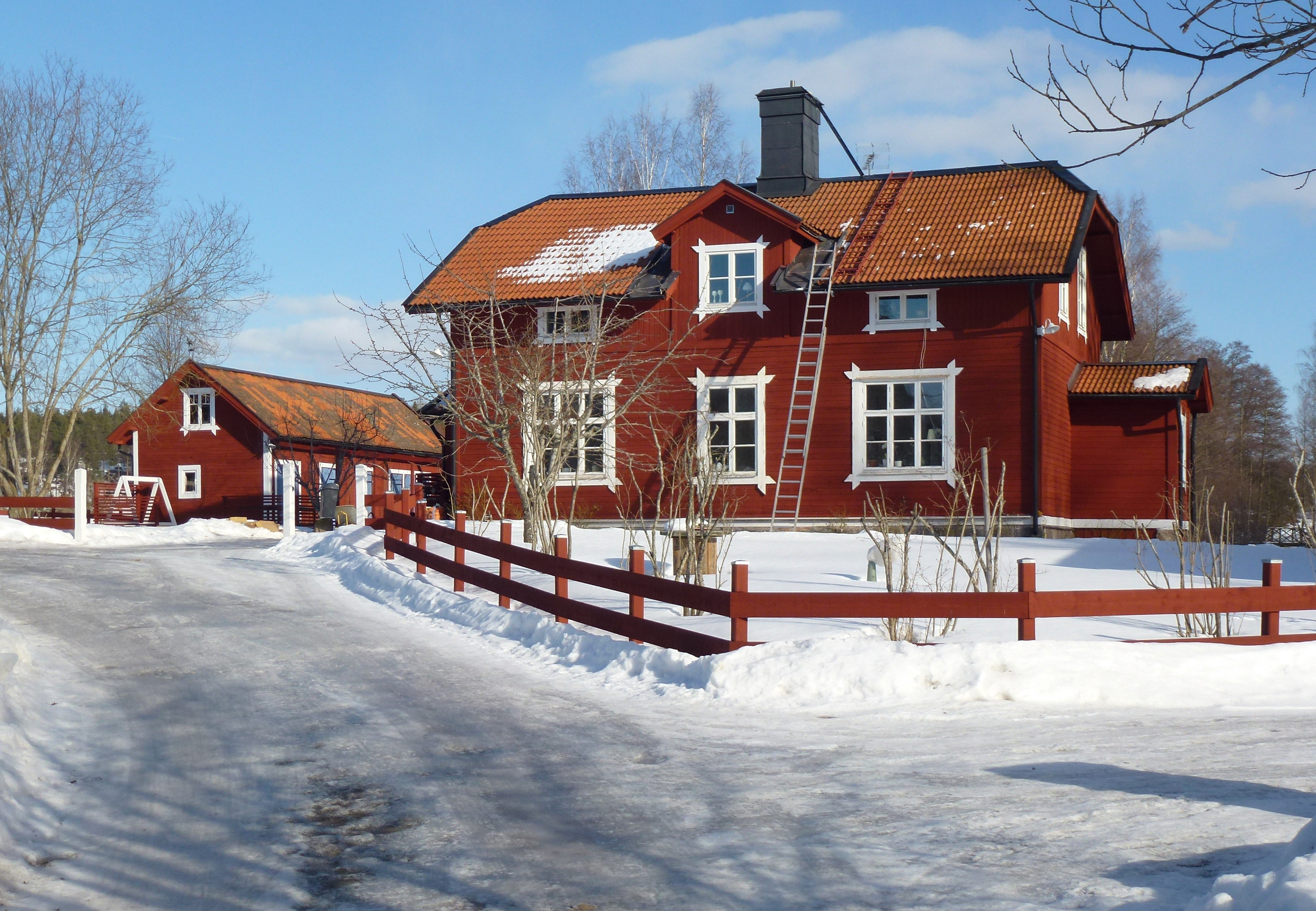
"Blåsut"
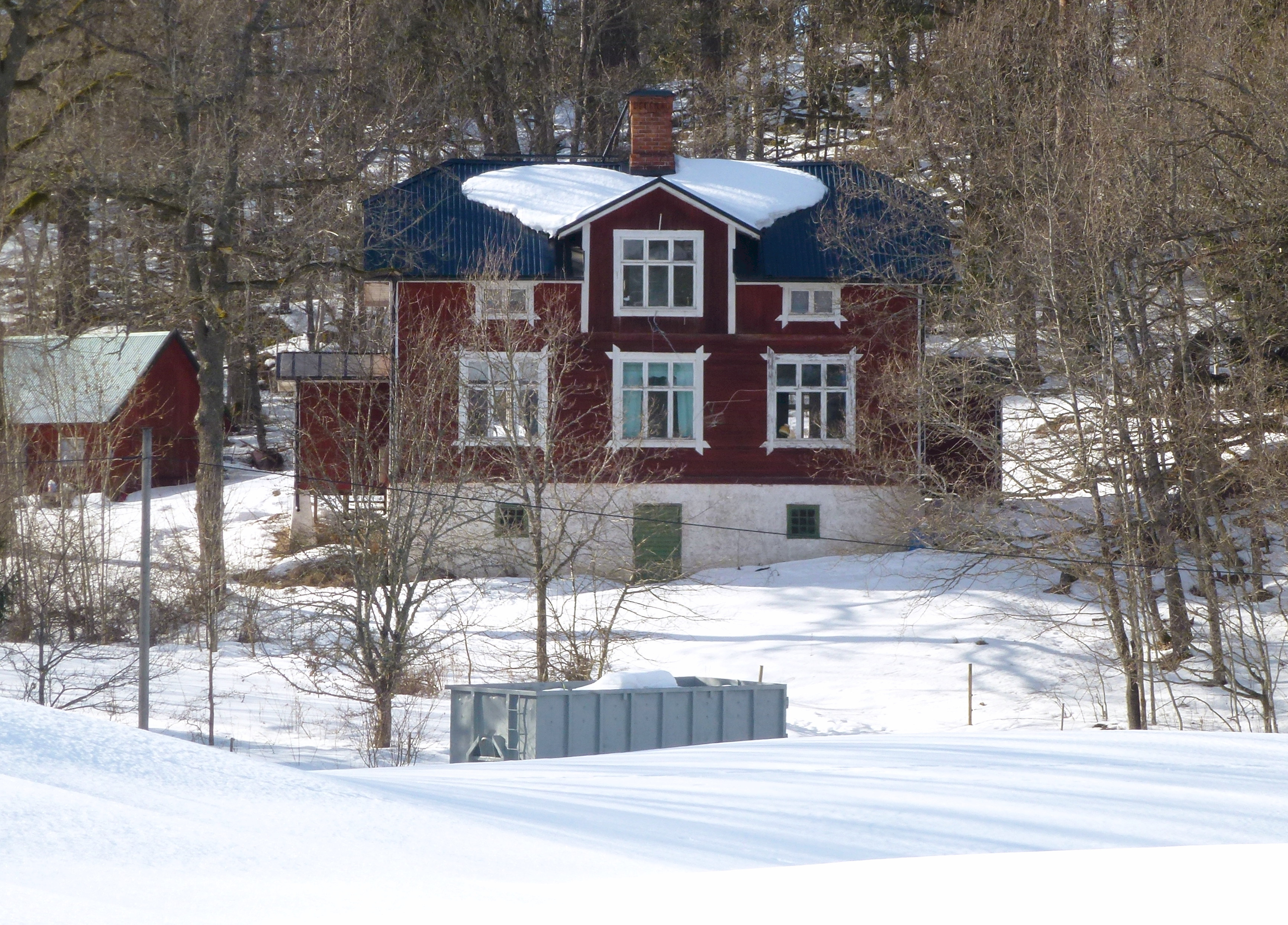
"Roligheten"

## Försäljning av fastigheten
Högantorps gård hyrdes av Statens Institutionsstyrelse och nyttjas fram till år 2012  som ungdomshem. Målgruppen var flickor i åldern 14-18 år med psykosocial problematik med inslag av kriminalitet och missbruk. Efter att verksamheten flyttades till Ekerö kom gården ut till försäljning. Efter budgivning blev priset slutligen 68 500 000 kr och det var totalt 17 intressenter. Fastigheten omfattade då 512 hektar mark, en mangårdsbyggnad med två flyglar, fyra hus för sommarboende samt ekonomibyggnader som utgörs av en större lada, traktorgarage, pumphus och en äldre kvarn. Köparen blev Aktiebolaget Carl Söderberg som äger angränsande jord- och skogsbruksfastigheten Bockholmssättra. Huvudbyggnaden står för närvarande (2013) tom och är i stort behov av renovering.